# تپه اطراف شهر سوخته ۳۵۱
تپه اطراف شهر سوخته ۳۵۱ مربوط به هزاره سوم و ۲ قبل از میلاد است و در شهرستان زابل، بخش شیب آب، دهستان لوتک، روستای حومه شهر سوخته، ۵/۷ کیلومتری جنوب شرق پایگاه باستان‌شناسی شهر سوخته واقع شده و این اثر در تاریخ ۲۸ اسفند ۱۳۸۵ با شمارهٔ ثبت ۱۸۹۷۷ به‌عنوان یکی از آثار ملی ایران به ثبت رسیده‌است.